# Létající kolo

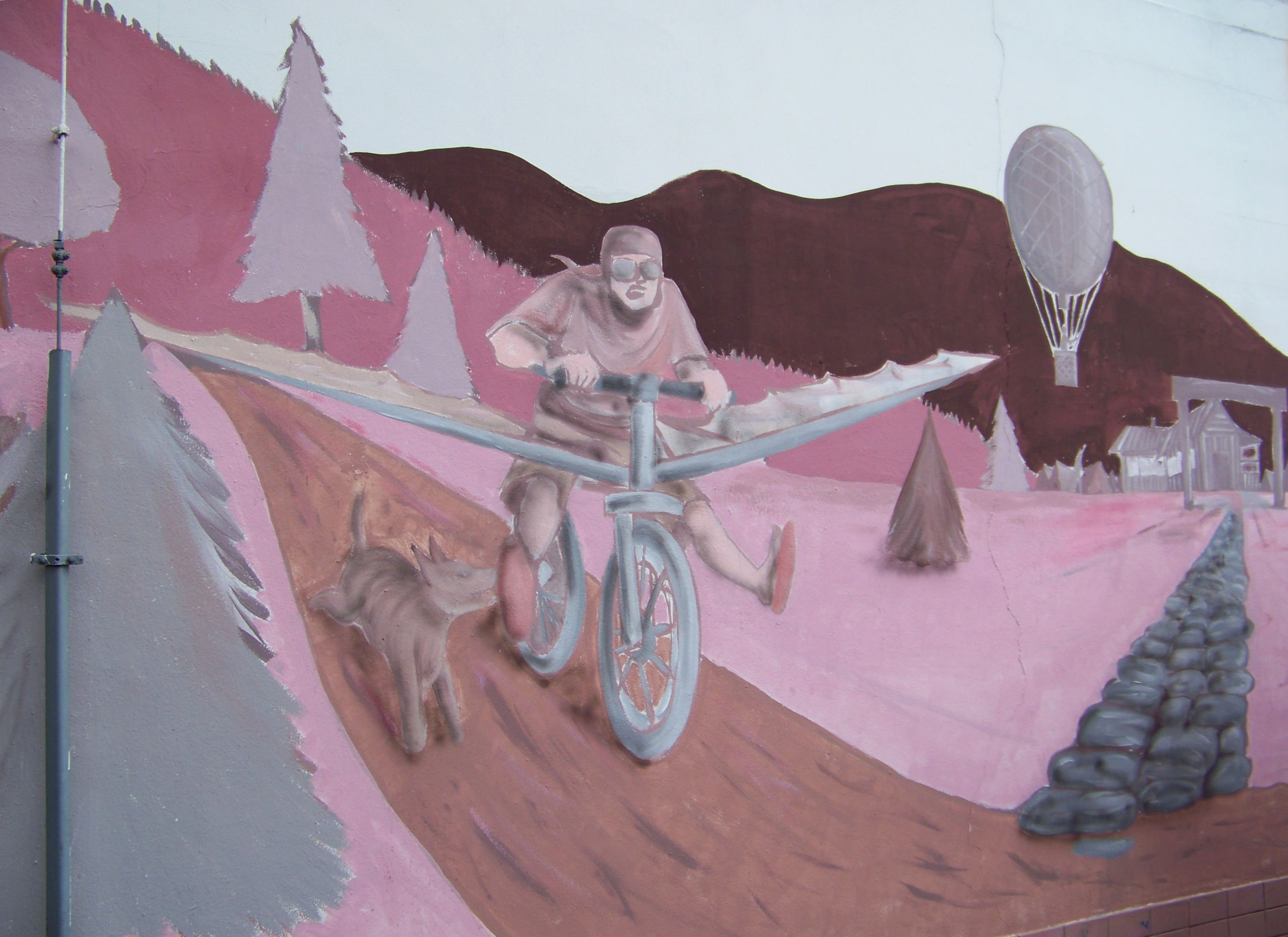
Malba létajícího kola na obchodním centru Taškent v Praze-Hostivaři

Létací kolo je šlapací jízdní kolo, které je určené k létání.

## Pokusy v USA a v Evropě
První pokusy využít principy šlapacího kola pro pohon jednoduchého létacího stroje se začaly objevovat na konci 19. století v návaznosti na vývoj velocipédů a jízdních kol (bicyklů). Výrazně souvisely i s dobovou atmosférou, která byla charakteristická velkým celospolečenským zájmem o vědeckotechnický pokrok. Zájem o aviatiku byl v té době mimořádný. Navazoval ostatně na již dřívější pokusy sestrojit letadlo poháněné lidskou silou.
Začátkem 20. století docházelo k mnoha pokusům o sestrojení létacího kola ve Spojených státech i v Evropě. Ve Francii bylo před první světovou válkou i po ní uspořádáno několik významných soutěží, které měly vynálezce motivovat k sestrojení létajícího kola. Průkopnický, byť z technického hlediska mizivý úspěch zaznamenal teprve v roce 1921 stroj Poulain-Farman.
V Německu se o létající kolo pokoušel např. Gustav Mesmer.

## Pokusy v Česku

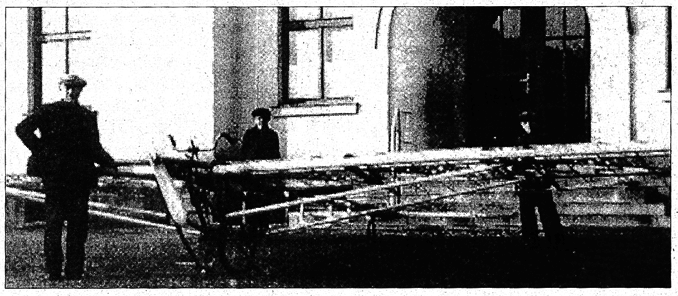
Josef Kábele

V roce 1908 postavil v Písku své létající kolo Jan Hirsch. Bylo opatřeno křídly z bambusu potaženého látkou a mělo 2 vrtule – jednu vpředu a druhou vzadu. Po rozjezdu ze svahu vojenského cvičiště v Pukraticích se stroj mírně vznesl a klouzavými skoky uletěl asi 30 metrů, než havaroval. Hirsch poté své kolo věnoval Národnímu technickému muzeu v Praze.
V letech 1934–1936 pracoval v Chrasti u Chrudimi na svém pokusu s létacím kolem Josef Kábele. Jeho stroj měl rozpětí křídel úctyhodných 10 metrů a vrtuli o průměru 1,4 metru. Při prvním pokusu na svažité louce v obci Řestoky se letoun krátce klouzavě vznesl a poté rovněž havaroval. Po 2. světové válce věnoval Josef Kábele části letounu leteckému muzeu v pražských Kbelích.
Jak dokládá Miloš Dvorský ve své knize Mýtus zvaný Stínadla (2010), články a dokonce i fotografie různých experimentálních létacích kol se v meziválečném československém tisku objevovaly poměrně často. Lze proto předpokládat, že byly jedním z inspiračních zdrojů pro spisovatele Jaroslava Foglara, který v letech 1940–1941 napsal svůj první stínadelský román Záhada hlavolamu. V něm coby důležitá postava vystupuje zámečnický učeň Jan Tleskač, který se snaží jako první na světě vyrobit funkční létající kolo.

## Létající kola s motorem

### „Flying Bike“ (Česko)
Dne 12. června 2013 se v Praze uskutečnil první let Flying Bike (zkráceně F-Bike), v médiích vydávaného za létající kolo. Zařízení sestrojily tři české firmy Duratec, Technodat a Evektor výhradně pomocí softwarových nástrojů společnosti Dassault Systèmes. Let bez lidské posádky trval necelých šest minut. První let prototypu s člověkem je očekáván na podzim roku 2013.
Spojování Flying Bike s Tleskačovým románovým vynálezem však mezi příznivci Foglarova díla vyvolalo velkou kritiku. Flying Bike je totiž založen na jiném principu vznášení. Hlavní rozdíl spočívá v tom, že do pohybu se nedostává lidskou silou, ale s využitím motoru. Nejedná se o létací kolo, ale o jakýsi další prototyp jednostopého vrtulníku.

### Zahraničí
Pokusy se vzletem velocipedu s pomocí motoru jsou konány i v zahraničí. Např. britské Paravelo představené v roce 2013 užívá padák typu  „křídlo“, který umožní v kombinaci s motorem poháněnou vrtulí se vznést.